# Karl Mansfeld (Jurist)
Karl Friedrich Wilhelm Mansfeld (* 12. Juni 1859 in Hannover; † 3. September 1916) war ein deutscher Reichsgerichtsrat.

## Leben
Karl Mansfeld war der Sohn eines Kaufmanns und evangelisch. Er studierte u. a. in Heidelberg und Leipzig Rechtswissenschaften. 1881 wurde er auf den preußischen Landesherrn vereidigt. 1891 ernannte man ihn zum Amtsrichter. 1900 wurde er zum Amtsgerichtsrat befördert. 1903 folgte die Beförderung zum Landrichter. 1904 wurde er Oberlandesgerichtsrat. 1910 kam er zum  Reichsgericht. Tätig war er im III. Zivilsenat. Er starb im Amt.

## Veröffentlichungen
- „Einfluß des Krieges auf Rechte und Verbindlichkeiten des Bürgerlichen Rechts“, Zeitschrift für Rechtspflege in Bayern, Band 10 (1914), S. 348ff.